# Кызылагаш (Западно-Казахстанская область)
Кызылагаш (каз. Қызылағаш) — село в Сырымском районе Западно-Казахстанской области Казахстана. Входит в состав Аралтобинского сельского округа. Код КАТО — 275835200.

## Население
В 1999 году население села составляло 505 человек (248 мужчин и 257 женщин). По данным переписи 2009 года, в селе проживало 306 человек (154 мужчины и 152 женщины).